# Джайнизъм
Джайнизъм (на санскрит: जैन; jaina IAST, джайна; на санскрит: जिन, jina IAST, джина – „победител“) e традиционна дхармическа религия, възникнала в Индия през периода от 9 до 6 в. пр.н.е.. Съгласно самото учение, джайнизмът е съществувал винаги. За основатели (или, съгласно други версии, известни разказвачи на по-старите традиции) на учението, се смятат кшатрий Вардхамана или Джина Махавира. Джайнизмът проповядва избягване на вреда на всички живи същества на света. Философията и практиката на джайнизма са основани най-вече на самоусъвършенстването на душата за постигане на всезнание, всемогъщество и вечно блаженство. Всяка душа, преодоляла телесната си обвивка, останала от предишните животи, и достигнала нирвана, се нарича джива. В древните джайнистки текстове често се приравняват към джайн дхарма и шраман дхарма. В съвременния свят, джайнизмът е представен от малка, но влиятелна религиозна общност, възлизаща на 5 – 6 милиона последователи в Индия, както и от успешно развиващите се имигрантски общности в Северна Америка, Западна Европа, Далечния Изток, Австралия и други части на света.
Джайнистките библиотеки са най-старите в Индия.

## Етимология
Името на тази религия идва от думата „джина“ (на санскрит: जिन – „победител“), прибавяна като титул към името на най-просветените учители. За неин основател се смята Махавира Джина, но според ортодоксалната традиция на джайнизма, той е само последният тиртханкар (велик учител; „тиртханкар“ – букв. „създател на брод“), като по този начин претендира за най-древната възникнала религия. През 1 в. пр.н.е. последователите (т. нар. „джайни“, ед. ч. „джайна“) на джайнизма се разделят на две основни секти – шветамбара („облечени в бяло“) и дигамбара („облечени в цветовете на страните на света“). Придържайки се към еднаквите принципи на тази религия, те се различават по почитането на различни канонични текстове и в тълкуването и интерпретацията на различни елементи. Окончателното кодифициране на джайнизма става през 3 век – 900 години след дейността на Махавира.

## История

### Произход
Произходът на джайнизма е неясен. Джайните претендират, че тяхната религия е вечна и смятат Ришабханата за основател в сегашния цикъл, първият от 24-те Джайни Тиртханкари в джайнистките вярвания, който е живял в продължение на 8 400 000 пурва години. Според една от хипотезите, тази на Сервепали Радхакрин, първият вицепрезидент на Индия, джайнизмът е съществувал преди да бъдат съставени Ведите. Според историците, от 24-те Тиртханкари, първите 22 са митични фигури, за които се вярва в джайнизма, че са живели преди повече от 85 000 години, всеки от които е бил от пет до сто пъти по-висок от обикновените хора и е живял хиляди години. За образа на 23-тия Тиртханкара Паршванатха е общоприето да се смята, че е основан на древна историческа личност.
Джайнизмът, подобно на будизма, е една от Срамана традициите на Древна Индия – тези, които отхвърлят Ведите и разработват собствени писания.
Има доказателства за присъствието на джайнистки монаси в Южна Индия към втори или първи век пр.н.е., както и археологически доказателства за джайнистки монаси в Сауращра в Гуджарат към втори век от новата ера. Открити са статуи на Джайна Тиртханкара, датиращи към 2 век пр.н.е.

## Принципи, норми, практики и основни положения
Възникнали и развил се в Индия, джайнизмът се базира на традиционни индуистки вярвания, заемайки понятия и термини от тях и пречупвайки ги през собствената си призма. Той е насочен към пълното духовно самоусъвършенстване с цел постигане на нирвана; това се постига чрез развиването на мъдростта и самоконтрола („врата“, санскр. जीव). Това е пътят за освобождаването на душата (мокша) от самсара. Мокша се достига след освобождаването от кармата. Достигналите мокша се наричат сидхи (ед. ч. „сидха“), а тези, които все още са обвързани със земята посредством кармата, се наричат сансарини. Философията и практиките в джайнизма се базират на една основна, произлизаща от общоиндийските представи за карма и самсара, представа, залегнала в това учение. Според нея съществуват две несъздадени, изначални категории – т. нар. дживи (души, активни агенти на действието и възприятието) и адживи (неживи, неодушевени начала). Джива (душа) имат както живите същества (вкл. растенията), така и елементите на материята – земята, огъня, водата, въздуха, – но дживите са различни в зависимост от броя на сетивните (възприятийните) органи – от един при растенията, до пет при хората и боговете. Така се създава своеобразна йерархия, в която най-висшето място е отредено на човека, тъй като само той може да прекрати действието на кармата и да се освободи от нея. В същото време обаче изначалният кръговрат (в см. прераждане) на дживите поражда идеята за равенство на всички същества, тъй като са одухотворени, като оттук следва и принципът „ахинса“ – забраната за причиняването на каквато и да е вреда. Тъй като джайнизмът разделя обитаваният от хората свят на кармичен (свят, в който времето тече и има история) и не-кармичен (свят, в който периодите на времето не се сменят), – състоянието на пълно освобождаване от кармата (т. нар. „сидха“), постигано от съвършените дживи, може да се постигне само в кармичния свят.

### 3-те съкровища и 5-те етични норми на джайнизма
Джайнизмът следва пътя към освобождаването от възлите (етапите) на самсара, като според него това е достижимо чрез практикуването на „трите съкровища“ (ратнатрая) на това учение:
1. Съвършеното възприятие (ананта даршана, санскр. अनन्त दर्शन्) или още Правилното възприятие (Samyak Darshana, Самяк Даршана) – правилното/съвършеното възприятие на истината и вяра в принципите на джайнисткото учение.
2. Съвършеното знание (ананта джнана, санскр. अनन्त ज), още Правилното познание (Samyak Gyana, Самяк Джнана) – Правилното познание е съвършено и предполага да се знае всичко в цялост и е възможно само след освобождението от кармичните напластявания; пределът на правилното познание е всезнанието (кевала джнана).
3. Съвършеното поведение (ананта чаритра, санскр. अनन्त चरित्र), още Правилното поведение (Samyak Charitra, Самяк Чаритра) – пълното спазване на петте основни етични норми (махаврата), определени от джайнизма:

- Ахимса – Не причинявай вреда на нищо и никому.
- Сатя – Бъди искрен и благочестив.
- Астея – Не кради.
- Брахмачаря – Не прелюбодействай.
- Апариграха – Не придобивай.

### Практики
Практиките се свеждат главно до спазването на тези етически норми, постигано и чрез най-суров аскетизъм (тапас). Джайнизмът заповядва на последователите си да бъдат честни, въздържани в делата, думите и помислите си; да се стремят към пълно отричане от земните неща и, най-вече, строго да съблюдават ахимса – ненанасянето на вреда на живите същества. Основната молитва в джайнизма е мантрата Намокар, изказваща дълбокото уважение на практикуващия я към по-развитите духовно от него.
Третият принцип – съвършеното/правилното поведение, – разделя още в ранните години от възникването на джайнизма неговите последователи на миряни и монаси. На миряните се предписва само съблюдаването на моралните норми, докто монасите се стремят към идеала чрез строг аскетизъм, като джайнистикия аскетизъм се отличава с много по-голяма суровост и принципиалност от подобните нему в другите религии на Индия. Джайнистикият монах не трябва дълго да се задържа на едно място, той трябва да броди из страната облечен в най-проста дреха (при шветамбара) или съвсем гол (при дигамбара).
Най-големият грях за джайнистите (т. нар. хинса) е причиняването на вреда на живо същество. Ортодоксалният джайна прецежда питейната си вода, за да не би случайно в нея да са попаднали живи същества; премита пътя пред себе си със специална метличка, за да не настъпи насекомо или друга твар. Строго е забранено придвижването нощем, тъй като в тъмнината е възможно неумишлено да бъде нанесена вреда на живо същество.

### Общи положения
- Всичко живо, всяка вещ притежават душа, като всяка душа е свещена и обладава вродено безкрайните знание, възприятие, сила и щастие, скрити в кармата ѝ. Затова отношението към всичко живо трябва да е както към себе си, да не се вреди на никому и нищо и да се прави добро.
- Всяка душа е отговорна за живота си в настоящето и бъдещето.
- Когато душата се освободи от кармата, тя става свободна и придобива божествено (чисто) съзнание, безкрайно знание, възприятие и щастие.
- В джайнизма няма понятие за висш божествен създател, спасител или унищожител. Вселената се саморегулира и всяка душа потенциално може да достигне божественото съзнание със собствени усилия, следвайки „Пътя на Трите съкровища“.
- Съзнанието на душата, а не съзнанието на тялото е основа на съвършените възприятие, знание и поведение. То води към отричане от земните неща, тоест към ненасилие, състрадание, смирение, опрощаване в мислите, думите и действията в отношенията с другите, а също така и към уважаване на чуждите възгледи. Особено се подчертава важността от контрол на чувствата, понеже любовта, зависимостта от материалния свят, страхът, могат да отдалечат човек от истинската природа на душата му и да го отведат към невежеството, ненавистта и насилието.
- Стремеж към чист живот, полезен за себе си и околните и ограничаване на привързаността към собствеността. Владението на даден обект като такъв не е собственост, за разлика от привързаността към него.

## Представи в джайнизма
Джайнизмът е склонен към създаването на много сложни и строги класификационни схеми и йерархии и стремеж към описания чрез систематични числови способи. Двата комплекса представи, които биха могли да се откроят в него (като религия) са космографски – много близък до общоиндийските представи, описващ света, обитателите му и съществуващите божества; – и мито-исторически, разглеждащ джайнистките вярвания за времето и времевите периоди, както и „развитието“ на света според джайнизма, в което главни герои са основно тиртханкарите.

### Космография
Според джайнизма вселената се дели на свят и не-свят. Не-светът е отделен от света с бездна, състояща се от три слоя: „гъста вода“, „гъст вятър“ и „тънък вятър“; той е безкрайно голям – в него има само безбрежни пространства (акаши) и е недостъпен за възприемане и промисъл.

#### Представи за света
Светът има форма на три пресечени конуса (или пирамиди), като горният и средният са долепени с основите си един към друг, а върхът на средния лежи на върха на долния. Двата горни конуса (пирамиди) са горния свят Урдхвалока (може да се срещне и като Урдхва Лока), мястото на тяхното съединяване е средният (човешкият) свят Мадхялока (Мадхя Лока), а долният конус (пирамида) е съответно долния свят Адхолока (Адхо Лока). Общата височина на трите свята е 14 раджу (букв. „връв“; условна мярка в джайнизма), като от тези 14 раджу по седем се падат на Урдхвалока и Адхолока, а средния свят Мадхялока не влиза в сметката. Долният свят има диаметър 7 раджу (или във варианта на пирамида – квадрат със страна 7 раджу). Според неканоничната традиция на джайнизма този модел на света има формата на човешко тяло (т. нар. Локапуруша (букв. [космичен] човек-свят; вж. Пуруша).
Долният свят Адхолока се разделя вертикално на седем слоя (свята), като в долните шаст от тях се намират огромен брой адове, чиято отвратителност се увеличава пропорционално на дълбочината на слоя.
Точно в центъра на средния свят Мадхялока се намира кръглият континент Джамбудвипа, в който се издига световната планина Мандара (в по-късни текстове Маря), приемана за център на света. Джамбудвипа се дели на седем земи, от които най-южната се нарича Бхаратаварша, а най-северната – Айравата. Континентът е обграден от океана Лаванода, в който се намират островите Антарадвипа, както и острови, подвластни на слънцата и луните и на Сущхита – божеството на Лаванода. Следват континета Дхатакикханда, океанът Калода и отново континент – Пушкарадвипа, разделен по средата от планината Манушотара. Манушотара се приема за граница на човешкия свят – отвъд нея не живеят хора и животни, а само божества. Устройството на тези два континента повтаря това на Джамбудвипа с разпределението и имената на земите в тях, а земите Бхаратаварша и Айравата в трите континента са кармичните земи. По-нататък са разположени огромно количество океани и континенти, като последният континент се нарича Сваямбхурамана.
Висшият (горният) свят Урдхвалока се ссъстои от 10 (при шветамбара) или 11 (при дигамбара) слоя. От своя страна тези слоеве се делят на подслоеве, образуващи 62 или 63 (при дигамбара) небесни нива, всяко от които е самостоятелно. Дигамбара разделят небесните слоеве и на северна и южна половина, като всяка отново е отделно небесно царство.
Обитателите на този триделен свят се делят на растения, нисши животни, висши животни, обитатели на ада (долните 6 слоя на Адхолока) и божества. На всички тях са противопоставени сидхите.

#### Представи за божествата
Според джайнистките представи божествата са почти неизброими. Средният свят е изпълнен с тях, тъй като всеки природен обект и всеки предмет (планина, река, местност, океан, дърво, врати и т.н.) има свое божество. Имената на божествата обикновено съвпадат с названието на предмета, обитаван от тях, обяснявайки чрез собственото си име названието на предмета.
Освен тях се изтъкват четири основни класа божества, обитаващи главно горния и долния свят, както и един отделен, пети клас божества, т. нар. локантака („живеещи на края на света“), които са чужди на насладите и прекарват съществуването си в медитация. Четирите основни класа божества могат да се разделят на два основни типа: обитаващи долния и горния светове. Към обитателите на долния свят (Адхолока) спадат божествата бхванасини, живеещи в Ратнапрабха, най-горният слой на Адхолока; и вянтара (или ванамантара), обитаващи слоя отделящ Ратнапрабха от средния свят Мадхялока. Към божествата на горния свят (Урдхолока) се числят божествата на небесните светила джотиша, обитаващи пространството между земята и горния свят; и вайманика, живеещи на горния свят.
Всеки от тези четири класа се дели на подкласове. Подкласовете божества в повечето случаи се делят и на северни и южни, в зависимост къде се намира обитаваният от тях район. Владетелят на всеки подклас (и на всеки район, ако е налице делението на северни и южни) носи титлата „Ин

#### Представи за времето и времевите периоди
В мито-историческия комплекс от представи в джайнизма важен дял заемат представите за времето и периодите, на които то се дели. Според джайнистката традиция времето е циклично и бива представяно като колело с дванадесет спици (т. нар. Калачакра). Възходящото движение на колелото-време се нарича утсарпини (букв. „пълзящо, влачещо се нагоре“), а низходящото – авасарпини („пълзящо, влачещо се надолу“). Всеки оборот на Калачакра се състои от 12 нееднакви по продължителност периода, от които шест са в авасарпини и шест в утсарпини. Мерната единица, с която се измерва времетраенето на периодите е условна и се нарича „сагаропама“ (sāgaropama; букв. „равен на океана“, т.е. изключително много). Имената и продължителността на шестте периода в авасарпини са следните (от горе надолу):
- „Добър-добър“ (Suṣama-suṣamā) с продължителност 4 х 1014 сагаропама години.
- „Добър“ (Suṣamā) – 3 х 1014 сагаропама.
- „Добър-лош“ (Suṣama-duḥṣamā) – 1014 сагаропама.
- „Лош-добър“ (Duḥṣama-suṣamā) – 1014 сагаропама минус 42 000 човешки години.
- „Лош“ (Duḥṣama) – 21 000 години.
- „Лош-лош“ (Duḥṣama – duḥṣama) – 21 000 години.

В утсарпини тези периоди се повтарят в обратен ред.

#### Характеристика на периодите. „История“ и развитие на света
Според джайнистката традиция времето е циклично, а светът е безначален и безкраен – той безброй пъти е преминавал/ще преминава през тези 12 времеви периода, – от най-добрия до най-лошия и обратно. В този смисъл не е съвсем точно да се говори (според Джайнизма) за история на света, а по-скоро за случващото се в света през определен период. Освен това тези периоди се сменят само в кармичните земи (земите Бхаратаварша и Айравата на континентите Джамбудвипа, Дхатикханда и Пушкарадвипа), в останалия свят, който е не-кармичен, времето не се променя – там то винаги е „Добро-добро“ или „Добро“.
Първите два периода „Добър-добър“ и „Добър“ са най-прекрасното време; хората живеят щастливо и безгрижно, като десет дървета калпаврикша (букв. „дърво, изпълняващо желанията“) им осигуряват всичко необходимо за живот. Хората имат гигантски ръст и живеят изключително дълго – високи са шест мили и животът им продължавал крор (десет милиона) пурви (една пурва се равнява на 8 400 000 години), – а след смъртта си се прераждат в божествения свят. Децата се раждат винаги близнаци – момче и момиче, като родителите им умират 49 дни след раждането. Основната разлика между тези два периода е в срока на човешкия живот, честотата на дишане, количеството на благата и т.н., като в първия период те са повече.
Третият период „Добър-лош“ се приема за началото на „историята“. Животът все още е много добър, децата се раждат близнаци и хората се прераждат в божествения свят, но вече се появяват страданието и болката. В този период се появява първият тиртханкар Ришабхадева, който полага основите на джайнизма. Знаейки, че дърветата калпаврикша ще изчезнат, Ришабхадева предава на хората занаятите и изкуствата и въвежда институциите на брака, погребалните обреди и т.н.
„Лош-добър“ е четвъртият период и се характеризира с продължаващо влошаване на живота. Ръстът на хората още намалява, продължителността на живота се съкращава, след смъртта си хората вече се прераждат не само като богове, но и като животни и обитатели на ада. Друга характерна черта на този период е по-нататъшното укрепване на социалния ред – появяват се куладхарите („лидери на рода“), дванайсетте чакравартини (световни императори), по девет баладеви, васудеви и пративасудеви. Тогава се появяват и всички тиртханкари, както и самият Махавира, а джайнизмът достига най-голям разцвет.
Според джайнизма петият период („Лош“) започва три години след нирваната на Махавира (или седемдесет и пет години и осем и половина месеца след раждането му) и продължава и днес. Продължителността му е 21 000 години и през него няма да се появяват повече тиртханкари. В този пети период настъпва пълна и всеобща деградация, а към края му ще изчезне и самия джайнизъм.
Шестият период, т. нар. „Лош-лош“, също има продължителност 21 000 години и ще бъде най-ужасното време за живот. Ще настъпят природни катаклизми, при които земята ще се нагрее до червено, растенията ще изчезнат, а хората ще живеят в пещери по 16 – 20 години. В края на този период свирепи урагани ще завилнеят по земята, изличавайки почти всичко.
След края на този шести период колелото на времето започва възходящото си движение (утсарпини) и всичко повтаря в обратен ред – в периода „Лош-лош“ ще завалят седем вида дъжд, които ще пробудят растенията и живота; в периода „Лош“ ще има още по-голямо подобрение и т.н.

## Разколи в джайнизма

### Джайнизъм и Адживика
Религиозно-философската школа на адживиките е била близка, а е възможно и да е била тъждествена с ранните джайни. Особена близост имат адживиките и дихамбарите. В Средновековието намаляващите адживики започват да се присъединяват към дихамбарите. Традицията посочва за основателя на Адживика Маккхали Госала бивш ученик (макар и по-възрастен) от Джина Махавира. Госала се отделя от джайните и създава своя школа, която просъществува няколко века. Адживиките се придържат към противоположната гледна точка, смятайки че джайните се отделят от тях.

### Ранни разколи
Още преди разделянето на джайните на шветамбари и дихамбари, в джайнизма възникват „ереси“ (nihnava). Тези разколи не могат да се приемат за исторически достоверни, а по-скоро отразяват формирането на шветамбарския канон чрез отхвърлянето на другите възгледи, които се срещат сред скитащите аскети. Изключение е отделянето на Рохагупта, което, по мнението на джайните, довежда до създаването на школата на вайшешиките. За тяхното съществуване е известно от Стханангасутра, както и от коментари на Немичандра в Утарадхяянасутра, Аупапатика и Авашяканрюкти.

## Джайнизмът днес
В съвременния свят е останало малко, но влиятелно малцинство от около 4 милиона последователи на тази религия – в Индия и растящ брой комуни в Северна Америка, в Западна Европа, в Далечния изток, в Австралия и другаде.